# چیلکیدیر (تاش‌اوا)
چیلکیدیر (به لاتین: Çılkıdır) یک منطقهٔ مسکونی در ترکیه است که در تاشوا واقع شده‌است.